# Океєв Толомуш
Океєв Толомуш (11 вересня 1935, ус. Боконбаєво, Киргизька РСР — 18 грудня 2001) — киргизький кінорежисер. Народний артист Киргизької РСР (1975), Народний артист СРСР (1985). Лауреат Премії Ленінського комсомолу Киргизії (1968).
Закінчив Ленінградський інститут кіноінженерів (1958) та Вищі курси кінорежисерів (1966). Поставив на «Киргизфільмі» кінокартини: «Небо нашого дитинства», «Вклонися вогню», «Лютий», «Червоне яблуко», «Сільська мозаїка» та ін. Співавтор сценарію українського фільму «Рябий пес, що біжить краєм моря» (1990).